# وارن فاستر
وارن فاستر (انگلیسی: Warren Foster؛ ۲۴ اکتبر ۱۹۰۴ – ۱۳ دسامبر ۱۹۷۱) یک فیلم‌نامه‌نویس اهل ایالات متحده آمریکا بود.